# Japan Golf Tour Championship
Het Japan Golf Tour Championship (Japans: 日本ゴルフツアー選手権 シティバンクカップ 宍戸ヒルズ) is een van de grootste golftoernooien van de Japan Golf Tour.
De eerste editie vond plaats in 2000 en bestond uit drie rondes. In 2002 is dat veranderd in een 72-holes toernooi.
 Het prijzengeld is 150 miljoen yen. De hoofdsponsor is Citibank. Het toernooi wordt altijd in de maand juli gespeeld. Het toernooirecord staat op naam van Nobuhito Sato die met een totaalscore van -20 won.

## Winnaars
| Jaar                                                     | Baan                                 | Winnaar              | Par                 | Score               | Score               |
| JGTO TPC iiyama Cup                                      | JGTO TPC iiyama Cup                  | JGTO TPC iiyama Cup  | JGTO TPC iiyama Cup | JGTO TPC iiyama Cup | JGTO TPC iiyama Cup |
| -------------------------------------------------------- | ------------------------------------ | -------------------- | ------------------- | ------------------- | ------------------- |
| 2000                                                     | Horai Country Club                   | Toshimitsu Izawa     | 72                  | 203.                | -13                 |
| Japan Golf Tour Championship iiyama Cup                  |                                      |                      |                     |                     |                     |
| 2001                                                     | Horai Country Club                   | Katsumasa Miyamoto   | 72                  | 273                 | -15                 |
| 2002                                                     | Horai Country Club                   | Nobuhito Sato        | 72                  | 268                 | -20                 |
| Japan Golf Tour Championship Shishido Hills Cup          |                                      |                      |                     |                     |                     |
| 2003                                                     | Shishido Hills Country Club (par 71) | Toshimitsu Izawa     | 71                  | 270                 | -14                 |
| 2004                                                     | Shishido Hills Country Club          | SK Ho po             | 71                  | 279                 | -5                  |
| 2005                                                     | Shishido Hills Country Club          | Kazuhiko Hosokawa po | 70                  | 273                 | -7                  |
| UBS Japan Golf Tour Championship Shishido Hills          |                                      |                      |                     |                     |                     |
| 2006                                                     | Shishido Hills Country Club (par     | Tatsuhiko Takahashi  | 70                  | 273                 | -7                  |
| 2007                                                     | Shishido Hills Country Club          | Shingo Katayama      | 70                  | 271                 | -9                  |
| 2008                                                     | Shishido Hills Country Club          | Hidemasa Hoshino     | 71                  | 272                 | -12                 |
| 2009                                                     | Shishido Hills Country Club          | Yuji Igarashi        | 71                  | 276                 | -8                  |
| Japan Golf Tour Championship Citibank Cup Shishido Hills |                                      |                      |                     |                     |                     |
| 2010                                                     | Shishido Hills Country Club          | Katsumasa Miyamoto   | 71                  | 279                 | -5                  |
| 2011                                                     | Shishido Hills Country Club          | Park Jae-bum         | 71                  | 278                 | -6                  |
| 2012                                                     | Shishido Hills Country Club          | Yoshinori Fujimoto   | 71                  | 271                 | -13                 |

## Play-off
- In 2004 won SK Ho van Tomohiro Kondo
- In 2005 won Kazuhiko Hosokawa van Yasuharu Imano en David Smail